# 5115 Frimout
5115 Frimout este o planetă minoră (asteroid), cu un diametru de 13,591 km, din centura de asteroizi. A fost descoperită pe 13 februarie 1988 la Observatorul La Silla de Eric Walter Elst și a fost numită după Dirk Frimout⁠(d). 
Obiectul prezintă o orbită caracterizată de o semiaxă mare de 3,0189718 UAi, o excentricitate de 0,13, o înclinație de 8,66904 ° în raport cu ecliptica.